# Jean-Christophe Benoît
Pour les articles homonymes, voir Benoît.
Scènes principales
Opéra de Paris 
Opéra-Comique
Jean-Christophe Benoît est un artiste lyrique (baryton) français né le 18 mars 1925 à Paris (15e arr.) et mort le 21 février 2019 à Garches (Hauts-de-Seine),.

## Biographie

### Jeunesse et études
Jean-Christophe Benoît grandit dans une famille de musiciens : sa mère, Léontine Benoît-Granier, était compositrice, tandis que son père Henri Benoît était altiste membre du Quatuor Capet dans les années 1920. Il est le frère de la chanteuse et comédienne Denise Benoit avec laquelle il s'est souvent produit en duo.
Il étudie  au Conservatoire national de Paris. Parmi ses professeurs figurent  Olivier Messiaen (harmonie), Noël Gallon (contrepoint), Gabriel Dubois, (études vocales) et Émile Rousseau (chant).

### Carrière soliste
Après avoir chanté dans un chœur lors de concerts, il entame à partir des années 1950, il commence une carrière sur scène, d'abord en tournée dans les provinces françaises. À partir de 1954, il apparaît presque chaque année au Festival international d'art lyrique d'Aix-en-Provence jusqu'en 1977. En 1956, il donne des concerts au Festival de Salzbourg. En 1958, il est invité à la Scala de Milan pour chanter le rôle de Torquemada dans L'Heure espagnole de Maurice Ravel.
En 1959, il est engagé à l'Opéra de Paris et à l’Opéra-Comique. C’est là qu’en 1962, il chante dans la première mondiale de La Princesse Pauline d’Henri Tomasi. Il a créé de nombreuses autres œuvres parmi lesquelles Lavinia d’Henry Barraud en 1961 au Festival d'Aix-en-Provence, Monsieur de Pourceaugnac de Frank Martin (rôle de Sbrignani) en  1963 et La Mère coupable de Darius Milhaud (Figaro) en 1966 au Grand Théâtre de Genève ert La Passion de Gilles par Philippe Boesmans à Bruxelles en 1983.
En 1963 et 1968, il se produit au Festival de Hollande, en  1966, 1967 et 1979 à l'Opéra de Monte-Carlo, en 1965 et 1967 au théâtre de la Monnaie de Bruxelles et en 1967 à Londres.
Son répertoire, très polyvalent, inclut des rôles tels que Guglielmo dans Così fan tutte, Antonio dans Les Noces de Figaro, Basilio dans le Barbier de Séville, le comte Robinson dans le Mariage  Secret de Domenico Cimarosa, Raimbaud dans Le Comte Ory de Rossini, Somarone dans Béatrice et Bénédict d'Hector Berlioz, Jean dans Les Noces de Jeannette de Victor Massé, Boniface dans le Jongleur de Notre-Dame de Jules Massenet et le rôle-titre Le Roi d'Yvetot de  Jacques Ibert. 

### Autres activités
Jean-Christophe Benoît a également travaillé en tant que réalisateur, a participé à des programmes radiophoniques et de 1970 à 1990, et a été professeur au Conservatoire de Paris.

### Vie privée
Jean-Christophe Benoît était marié à la soprano Monique Linval, qui fut élève de Ninon Vallin.

## Décoration
- Officier de l'ordre des Arts et des Lettres (1994)[9]

## Discographie
Jean-Christophe Benoît a enregistré pour de nombreux labels.
- Georges Bizet : Carmen (le Dancaïre)
- Emmanuel Chabrier : Une éducation manquée et mélodies - EMI
- Léo Delibes : Lakmé - La Voix de son maître
- Jacques Offenbach : 
  - Les Contes d'Hoffmann - La Voix de son maître
  - La Périchole - Decca
  - La Vie parisienne EMI dir. Michel Plasson
- Ferdinando Paër : Le Maitre de chapelle - Barclay
- Robert Planquette : Les Cloches de Corneville - Pathé
- Jean-Philippe Rameau : 
  - Les Indes galantes - RCA
  - Platée - Pathé
- Gioachino Rossini : Il barbiere di Siviglia (Bartolo)